# Tachina plumasana
Tachina plumasana är en tvåvingeart som först beskrevs av Henry J. Reinhard 1953.  Tachina plumasana ingår i släktet Tachina och familjen parasitflugor.
Artens utbredningsområde är Arizona. Inga underarter finns listade i Catalogue of Life.